# Абелам
Абелам је народ који живи у источном Сепику, провинцији Папуе Нове Гвинеје. Абелами се претежно баве пољопривредом, а усев који има значајну улогу је велики јам. Они живе на планинама Принц Алекандер уз северну обалу острва. Њихов језик припада породици Сепик.
| Абелами            | Абелами                                |
| ------------------ | -------------------------------------- |
| Држава             | Папуа Нова Гвинеја                     |
| Регион             | Источни Сепик                          |
| Етничка припадност | Абелами                                |
| Говорници          | 44.000 (1991)                          |
| Породица језика    | Сепик - Средњи Сепик - Нду - Абеламски |

## Језик
Абеламски (или Абулас) је најзаступљенији од Нду језика регије Сепик на северу Папуа Нове Гвинеје.
Дијалекти су :
- Маприк,
- Вингеи,
- Восера-Каму,
- Восера-Маму.

## Привреда
Абелами живе у тропским кишним шумама и чисте земљиште сагоревањем. Њихови главни производи су: 
- јам,
- таро,
- банане
- и слатки кромпир.

Они допуњују исхрану храном која је прикупљена из кишне шуме, као и свињама и пилићима узгојеним у својим домаћинствима. Такође лове мале торбаре и казуаре.

## Јам
Узгајање јама чини велики део друштва Абелам. Узгој великих јама (могу бити дуге до 2,3 м) одређују статус појединаца, као и читавог села. На фестивалима јама појединац би давао свој највећи јам свом најгорем непријатељу који би тада био дужан да направи(узгоји) још већи јам или би му статус опадао сваке године док то не успе. Одвојена села би се окупила на фестивалима на којима ће статус домаћина бити одређен величином њихових јама као и њиховом способношћу да пружи више хране него што би могла да се једе и однесе од стране конкурентског села.
Током сезоне поврћа, снажне емоције су се чувале на минимум јер су сматрали да ометају раст јама. Борба је била табу као и сексуална активност. Сматрало се да јаме имају дух и могу осетити било коју од ових јаких емоција.